# Saint-Denis-d’Aclon
Saint-Denis-d’Aclon – miejscowość i gmina we Francji, w regionie Normandia, w departamencie Sekwana Nadmorska.
Według danych na rok 1990 gminę zamieszkiwało 235 osób, a gęstość zaludnienia wynosiła 97 osób/km² (wśród 1421 gmin Górnej Normandii Saint-Denis-d’Aclon plasuje się na 670. miejscu pod względem liczby ludności, natomiast pod względem powierzchni na miejscu 867.).